# Clinus venustris
Clinus venustris es una especie de pez del género Clinus, familia Clinidae. Fue descrita científicamente por Gilchrist & Thompson en 1908.
Se distribuye por el Atlántico Sureste: Lüderitzbucht, Namibia hasta Port Alfred, Sudáfrica. La longitud total (TL) es de 12 centímetros. Habita en áreas submareales.
Está clasificada como una especie marina inofensiva para el ser humano.